# Egagròpila

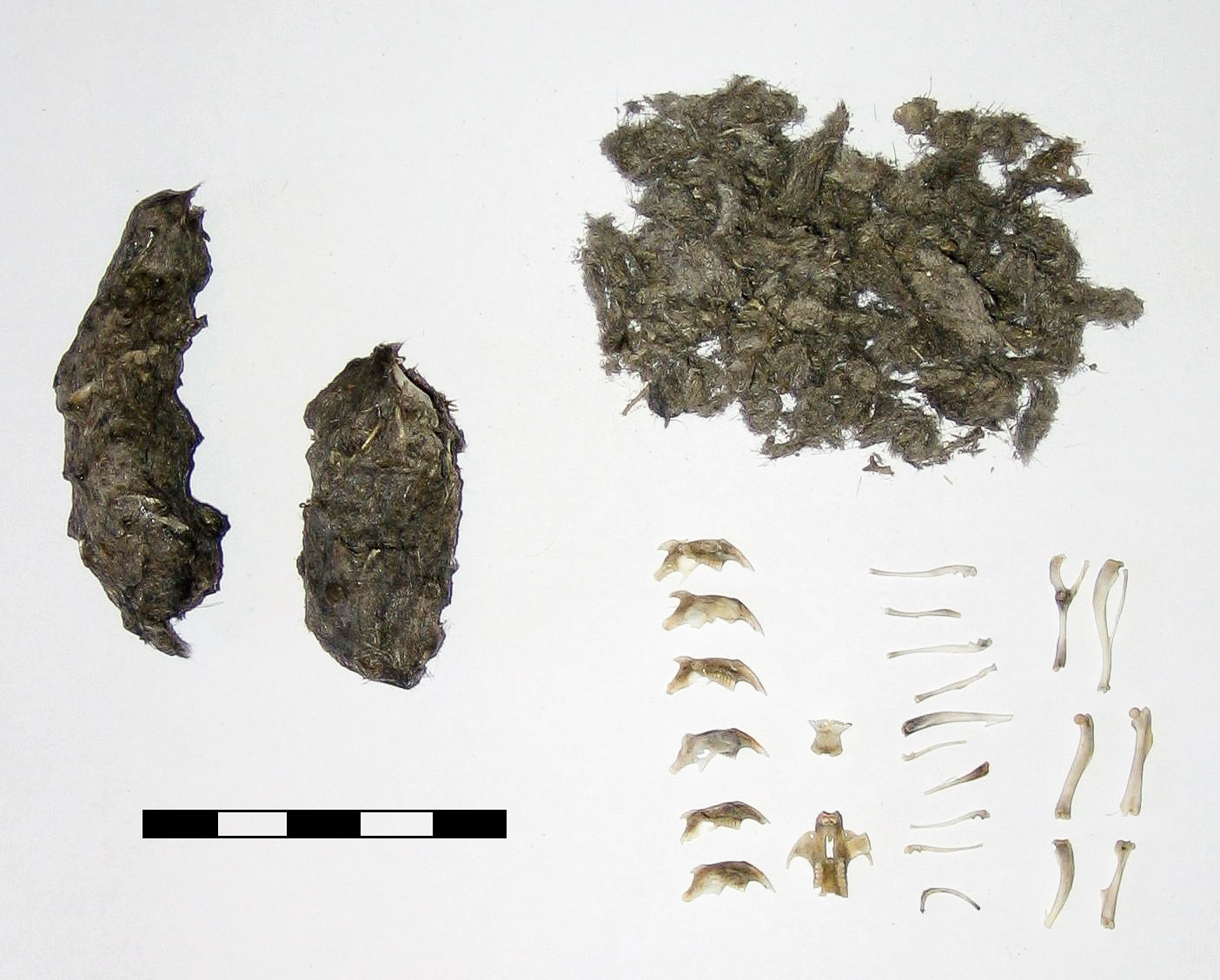
L'anàlisi de les egagròpiles (esquerra) constitueix una prova indirecta de la dieta del tipus d'animals dels que s'alimenten algunes aus.

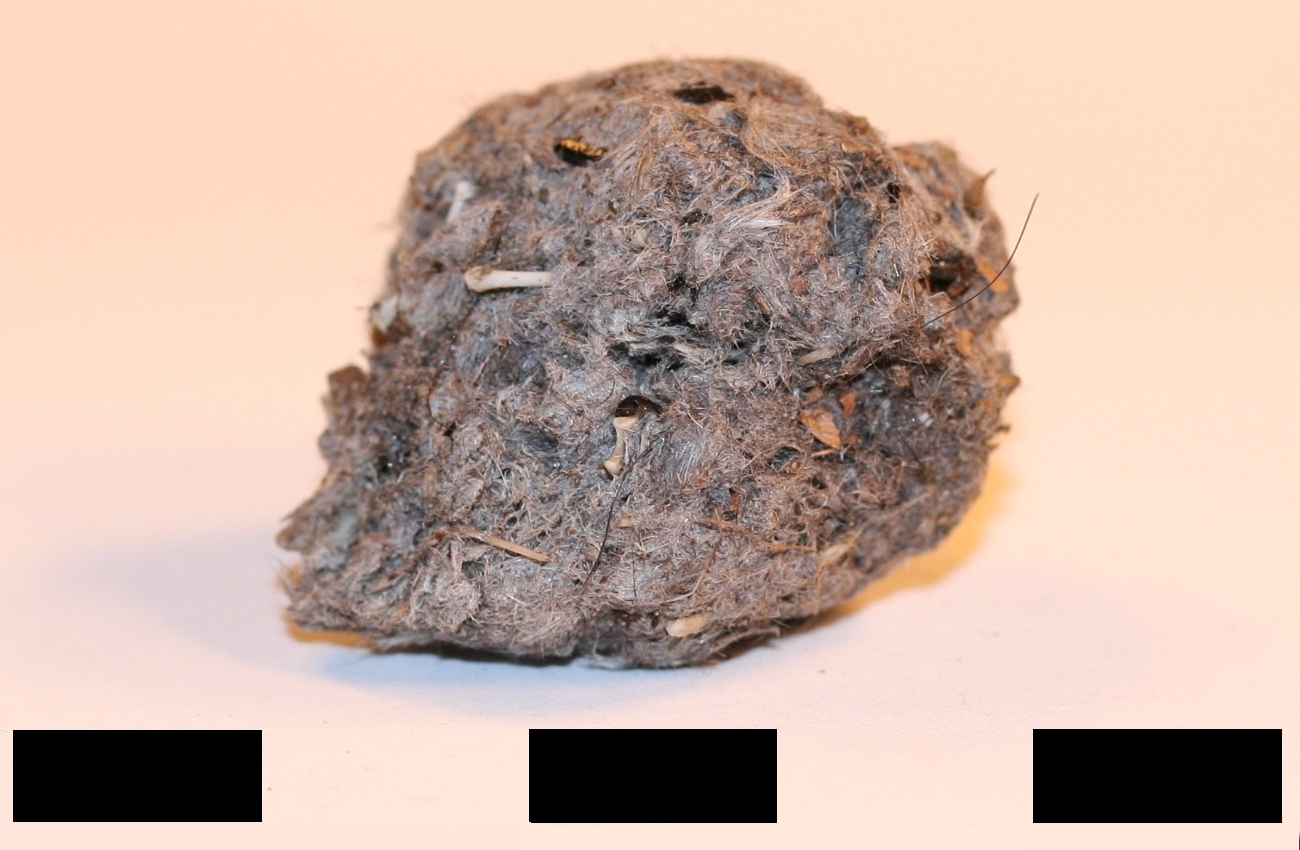
Egagròpila d'un centímetre d'amplada.

Les egagròpiles són boles de material indigerible que són regurgitades per diverses espècies d'aus, essencialment els estrigiformes (mussols, òlibes o voltors, entre d'altres). Un cop feta la digestió, les parts no digeribles de les preses (majoritàriament pèls i ossos) són regurgitats en un cabdell allargat prop del lloc on nien o freqüenten. La seva anàlisi permet conèixer les poblacions de micromamífers de la zona que habiten.
Les egagròpiles són formades per ossos, pèls, dents, plomes, exoesquelets de micromamífers i altres substàncies no digeribles pels seus depredadors. Les de l'òliba comuna són esferoidals, fosques i tenen una certa brillantor en la superfície, en comparació amb les del gamarús comú són menys compactes i més grisoses.
Suposa un element important per a l'estudi de les aus que les generen, ja que permeten conèixer tant les seves ràtios de caça com l'alimentació que segueixen, així com estimar la composició relativa de les poblacions dels micromamífers que habiten en les seves zones de caça. És comú trobar-les sobre el sòl de les zones en què nien. Les restes de micromamífers poden extreure's en sec, esmicolant l'egagròpila amb les mans, o en humit, deixant-les a l'aigua i esperant que s'esmicolin soles. Se solen utilitzar per determinar les mandíbules inferiors i també els cranis.
A alguns jaciments de fòssils de micromamífers s'han format per l'acumulació d'egagròpiles, sobretot els d'origen càrstic, donant lloc a vegades a autèntiques bretxes òssies amb milions de restes.